# The Ugly
The Ugly is een Nieuw-Zeelandse thriller/horrorfilm uit 1997, geregisseerd en geschreven door filmmaker Scott Reynolds. 
Bij filmfestivals in Nieuw-Zeeland, Portugal en de Verenigde Staten werd de film genomineerd voor meerdere prijzen.

## Verhaal
De psychologe Karen Schumaker bezoekt een algemeen psychiatrisch ziekenhuis om daar een diepgaand gesprek te voeren met de meest raadselachtige seriemoordenaar die er is opgenomen. Het gaat om Simon Cartwright, die zichzelf The Ugly ("de lelijkerd") noemt. Als kind heeft Simon het eerst zijn moeder vermoord en daarna nog meer dan tien andere mensen, door hun keel door te snijden. Hij vermoordt onder meer een meisje met wie hij eerst een onenightstand heeft gehad. Naarmate het gesprek vordert komt Karen erachter dat Simon al zijn hele leven geregeld stemmen in zijn hoofd hoort die niet van hemzelf afkomstig zijn en die hem vertellen dat hij steeds nieuwe moorden moet plegen.
Het gesprek tussen Simon en Karen komt ten einde als Karen, na Simon eerst dagenlang te hebben uitgevraagd, nog steeds niet van hem te weten is gekomen waarom hij de moorden nu eigenlijk pleegde. Uiteindelijk voelt Simon zich zo door Karen  onder druk gezet dat hij haar aanvalt en probeert te wurgen, waarna de bewakers hem afvoeren. Simon weet even later uit het instituut te ontsnappen en pleegt verschillende nieuwe moorden. Uiteindelijk breng hij ook Karen in haar woning om het leven.

## Achtergronden
Gedurende de hele film wordt er – naast de voortdurende flashbacks uit Simons vroegere leven – ook regelmatig geschakeld tussen de eigenlijke verhaallijn in het heden en scènes die zich alleen in de fantasie of dromen van een van de hoofdpersonen afspelen. Deze worden daarbij soms zo met elkaar gecombineerd dat het bijvoorbeeld lijkt alsof de inmiddels door Simon gedode mensen uit het verleden samen met Simon en Karen in dezelfde ruimte zijn. Aan het eind van de film droomt Karen in eerste instantie alleen dat Simon in haar slaapkamer voor haar bed staat en haar keel doorsnijdt, waarna dit in de slotscène werkelijkheid lijkt te zijn geworden.

## Rolverdeling
| Acteur                | Personage          |
| --------------------- | ------------------ |
| Paolo Rotondo         | Simon Cartwright   |
| Caelem Pope           | Simon, 4 jaar      |
| Sam Wallace           | Simon, 13 jaar     |
| Rebecca Hobbs         | Dr. Karen Shumaker |
| Roy Ward              | Dr. Marlowe        |
| Paul Glover           | Philip             |
| Cristopher Graham     | Robert             |
| Darien Takle          | Marge              |
| Jennifer Ward-Lealand | Evelyn Cartwright  |
| Cath McWhirter        | Helen Ann Miller   |
| Vanessa Byrnes        | Julie              |
| Beth Allen            | Julie, 13 jaar     |